# Chrysanthemyia
Chrysanthemyia är ett släkte av tvåvingar. Chrysanthemyia ingår i familjen stilettflugor.
Kladogram enligt Catalogue of Life:
| Chrysanthemyia | \| \| Chrysanthemyia chrysanthemi \| \| \| \| \| \| Chrysanthemyia rhagioniformis \| \| \| \| \| \| Chrysanthemyia velutinifrons \| \| \| \| |
|                | \| \| Chrysanthemyia chrysanthemi \| \| \| \| \| \| Chrysanthemyia rhagioniformis \| \| \| \| \| \| Chrysanthemyia velutinifrons \| \| \| \| |
|                | Chrysanthemyia chrysanthemi |
|                | |
|                | Chrysanthemyia rhagioniformis |
|                | |
|                | Chrysanthemyia velutinifrons |
|                | |